# Kleinkrausnik
Kleinkrausnik (niedersorbisch Mała Kšušwica) ist ein Ortsteil der Stadt Sonnewalde im Landkreis Elbe-Elster in Brandenburg. 

## Geografie und Verkehrsanbindung
Kleinkrausnik liegt nordwestlich der Kernstadt Sonnewalde und westlich von Großkrausnik an der Kreisstraße K 6234. Südlich des Ortes erstreckt sich der Lugkteich und südwestlich das rund 140,5 ha große Naturschutzgebiet Lehmannsteich.

## Geschichte
Am 1. Mai 2002 wurde Kleinkrausnik nach Sonnewalde eingemeindet.

## Sehenswürdigkeiten
- In der Liste der Baudenkmale in Sonnewalde ist für Kleinkrausnik kein Baudenkmal aufgeführt.